# Edwin Bailey Elliott
Edwin Bailey Elliott   (Oxford, 1 de juny de 1851 - Oxford, 21 de juliol de 1937) va ser un matemàtic anglès, professor de la Universitat d'Oxford.

## Vida i obra
Elliott es va graduar el 1873 al Magdalene College de la universitat d'Oxford amb les millors qualificacions en matemàtiques. El 1874 va ser nomenat fellow i tutor de matemàtiques del Queen's College; també va fer classes de matemàtiques al Corpus Christi College. Finalment el 1892 va ser nomenat per la càtedra Waynflete de Matemàtiques Pures, càrrec que va exercir fins que es va retirar el 1922.
El seu camp de recerca va ser fonamentalment l'àlgebra. La seva obra més important és The Algebra of Quantics (1a edició: 1895, 2a edició: 1913), en la que sintetitzava al més alt nivell tots els treballs anteriors de Cailey, Sylvester i Salmon en teoria dels invariants.